# 斐伊川

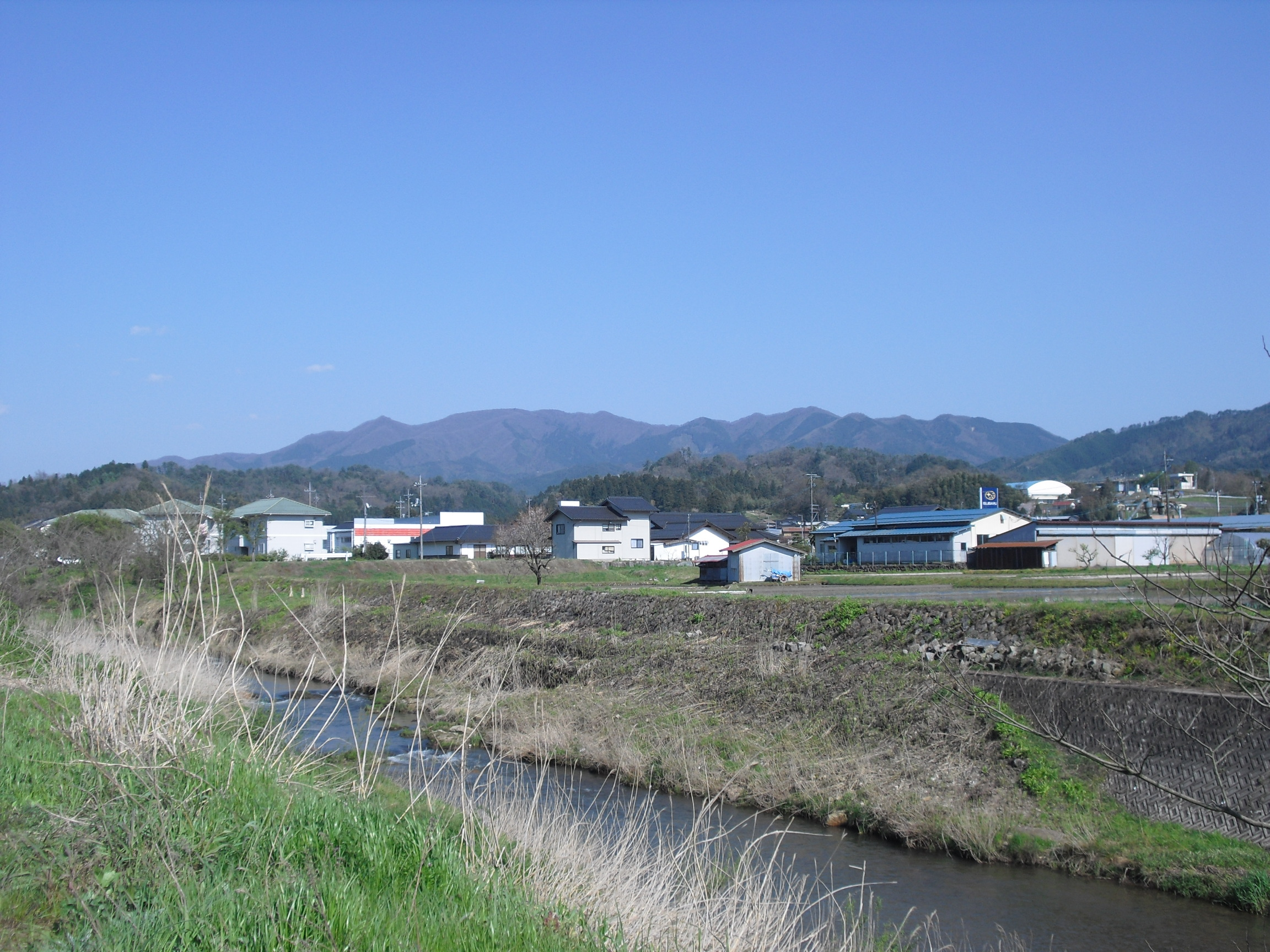
斐伊川上流と船通山 奥出雲町

斐伊川の歴史

斐伊川（ひいかわ）は、島根県東部および鳥取県西部を流れる一級水系斐伊川の本流。古事記にも肥河（ひのかわ）として記述が見られる。

## 地理
島根県仁多郡奥出雲町の船通山を源流とし、出雲平野から宍道湖へと流れ（河川整備計画等では宍道湖合流点より上流側の区間を斐伊川本川と称する）、宍道湖から大橋川・中海・境水道を経て、鳥取県境港市と島根県松江市の境界から日本海に注ぐ。斐伊川は上流部、中流部、下流部、湖部に分けられる。
斐伊川本川は天井川であり、日本における代表的な天井川として知られる。斐伊川本川河口部から境水道までは河床勾配も小さくなり水位差もほとんどない。斐伊川は水防警報河川であり、斐伊川本川は洪水予報河川、湖部は水位周知河川に指定されている。
なお、島根県飯石郡飯南町の女亀山を源流とする神戸川も斐伊川水系に属する。斐伊川と神戸川とは出雲平野に建設された斐伊川放水路（全長4.1km）で結ばれている。
| 流域県 | 流域市町村                                               |
| ------ | -------------------------------------------------------- |
| 島根県 | 松江市、出雲市、大田市、安来市、雲南市、奥出雲町、飯南町 |
| 鳥取県 | 米子市、境港市                                           |

## 名前
古くは「肥河」「簸の川」（ひのかわ）などと呼ばれた。『出雲国風土記』大原郡斐伊郷の条に、「樋速日子命がここに住んだので樋（ひ）という」との記載があり、出雲・伯耆両国境の鳥髪山（船通山）付近を源とし、出雲国を流れるのが「斐伊川」、伯耆国を流れるのが「日野川」とする説がある。
ヤマタノオロチが住む「ひの川」はこの斐伊川でなく、鳥取県の日野川だという説もある。

## 歴史
古くから度々洪水が起こっており、これが八岐大蛇（やまたのおろち）伝説の元になったという説もある。
洪水の原因は斐伊川の上流が風化しやすい花崗岩質の地域を貫流し、そうした風化物が大量に流れ込んだからであるが、その他の原因として製鉄の存在がある。
古くから山陰地方の山側では砂鉄の採取が盛んであり、斐伊川の上流もそうであった。初期の採鉄では自然に集まった砂鉄を採るだけの小規模なものであったが、江戸時代中期から鉄穴流し（かんなながし）と呼ばれる手法が活発に用いられるようになった。この手法は花崗岩風化堆積物からなる土砂を段階的に樋に流し、鉄とその他の岩石の比重の違いを利用して鉄を選別する比重選鉱法である。この方法が積極的に用いられることによって、人為的な土砂の流入が爆発的に増大した。
斐伊川と神戸川は、それぞれ「出雲大川」、「神門川」と呼ばれ、出雲平野を西に流れ、共に神門水海（現在の神西湖の前身）に注いでいた。洪水は度々川の流れを変え、その都度流域の住民を苦しめており、近世になると川の流れを人工的に変えるようになり（川違え）、その中でも一番規模の大きい川違えは寛永12年（1635年）の洪水の際に行われたものである。この工事によって、それまで神門水海を通じて日本海に注いでいた斐伊川を完全に東向させ、宍道湖に注ぐようにした。

## 主な橋梁
- 灘橋 - 県道23号線
- 島村橋（沈下橋）
- 瑞穂大橋 - 	県道184号線
- 西代橋 - 県道275号線
- 井上橋（沈下橋）
- 北神立橋 - 県道161号線
- からさで大橋 - 国道9号線
- 神立橋 - 国道184号線
- （山陰本線）
- 南神立橋
- （山陰自動車道）
- 山田橋
- 森坂大橋 - 県道157号線
- 三代橋
- 斐伊川橋（松江自動車道）
- 里熊大橋 - 国道54号線
- 木次大橋 - 県道332号線
- 願い橋（沈下橋）
- 簸上橋 - 県道271号線
- 熊谷大橋 - 国道314号線
- 上熊橋
- 高瀬大橋 - 国道314号線
- 新引野橋 - 国道314号線
- 大宝大橋 - 飯石農道
- 猿渡橋
- 高杉橋
- 湯村大橋 - 国道314号線
- 清嵐橋 - 国道314号線
- 八ヶ原橋 - 国道314号線
- 川手大橋 - 国道314号線
- 小原橋
- 平田橋 - 県道51号線
- 平田大橋 - 国道314号線
- 尾原橋
- （尾原ダム）
- スサノオ大橋
- 西尾大橋
- 林原橋
- 三津池大橋
- 佐々木橋
- 広瀬橋
- 仁多大橋 - 国道314号線
- 三成大橋 - 県道25号線
- 三成新大橋 - 県道270号線
- 奥出雲大橋 - 国道432号線
- （三成ダム）
- たたら大橋
- （木次線）
- （木次線）
- （木次線）
- 大曲大橋
- 横田新大橋 - 国道314号線
- 吉重橋
- 横田大橋 - 県道107号線
- エヘン橋

## 斐伊川水系の河川施設
| 本流・一次支流 | 二次支流 | 三次支流 | 河川施設           | 型式   | 堤高(m) | 堤頂長(m) | 総貯水容量(m³) | 事業者     | 完成年 |
| -------------- | -------- | -------- | ------------------ | ------ | ------- | --------- | -------------- | ---------- | ------ |
| 斐伊川         | －       | －       | 三成ダム           | アーチ | 42.0    | 109.7     | 3,440,000      | 島根県     | 1954   |
| 斐伊川         | －       | －       | 尾原ダム           | 重力   | 90.0    | 440.8     | 60,800,000     | 国土交通省 | 2012   |
| 斐伊川         | －       | －       | 斐伊川放水路分流堰 | 可動堰 | －      | －        | －             | 国土交通省 | 2013   |
| 下横田川       | 室原川   | －       | 坂根ダム           | 重力   | 50.6    | 157.0     | 790,000        | 農林水産省 | 1992   |
| 阿井川         | －       | －       | 阿井川ダム         | 重力   | 21.7    | 96.0      | 1,085,000      | 中国電力   | 1942   |
| 赤川           | 阿用川   | 金谷川   | 塩田ダム           | 重力   | 39.7    | 88.0      | 310,000        | 雲南市     | 1988   |
| 神戸川         | －       | －       | 来島ダム           | 重力   | 63.0    | 250.9     | 23,470,000     | 中国電力   | 1956   |
| 神戸川         | －       | －       | 志津見ダム         | 重力   | 81.0    | 266.0     | 50,600,000     | 国土交通省 | 2011   |
| 神戸川         | 稗原川   | －       | 稗原ダム           | 重力   | 47.3    | 117.0     | 1,210,000      | 出雲市     | 2004   |
| 忌部川         | －       | －       | 千本ダム           | 重力   | 15.8    | 109.1     | 387,000        | 松江市     | 1918   |
| 忌部川         | 大谷川   | －       | 大谷ダム           | 重力   | 35.0    | 101.0     | 1,422,000      | 松江市     | 1957   |
| 飯梨川         | －       | －       | 布部ダム           | 重力   | 55.9    | 190.0     | 7,100,000      | 島根県     | 1968   |
| 飯梨川         | 山佐川   | －       | 山佐ダム           | 重力   | 56.0    | 220.0     | 5,050,000      | 島根県     | 1980   |